# Joe Wright
Joe Wright, född 25 augusti 1972 i London, är en engelsk filmregissör. Wright är bland annat känd för att ha regisserat Stolthet & fördom (2005) och Försoning (2007). Tidigare har han regisserat en del TV-serier, bland annat Bob and Rose och Charles II: The Power and The Passion. Den sistnämnda vann ett BAFTA-pris för bästa dramaserie.
Wright vann också BAFTA-priset för bästa nykomling med Stolthet och fördom. Han nominerades till Golden Globe för Bästa regi med Försoning. Filmen nominerades i sju kategorier till Golden Globe varav den vann två bland annat Bästa dramafilm. Försoning öppnade den 64:e filmfestivalen i Venedig.

## Privatliv
Mellan 2010 och 2018 var han gift med sitarspelaren Anoushka Shankar. De har två söner födda 2011 och 2015 tillsammans. År 2018 fick han en dotter tillsammans med skådespelaren Haley Bennett.

## Filmografi i urval
- 2003 – Charles II: The Power & the Passion (TV-miniserie)
- 2005 – Stolthet & fördom
- 2007 – Försoning
- 2009 – Solisten
- 2011 – Hanna
- 2012 – Anna Karenina
- 2015 – Pan
- 2017 – Darkest Hour
- 2021 – Kvinnan i fönstret
- 2021 – Cyrano